# Ouled
Ouled ou Ouled Bouachra (em árabe: اوالد بوعشرة) é uma comuna localizada na província de Médéa, Argélia. De acordo com o censo de 2008, a população total da pequena cidade era de 890 habitantes.